# Murat Fırat
Murat Fırat (Şanlıurfa, 23 settembre 1997) è un lottatore turco, specializzato nella lotta greco-romana.

## Biografia
Si è messo in mostra a livello junior, vincendo gli europei di Istanbul 2015 e il bronzo a Dortmund 2017.
Ha fatto parte della spedizione turca ai XVIII Giochi del Mediterraneo di Tarragona 2018 dove ha vinto la medaglia di bronzo.
Agli europei di Varsavia 2021 ha vinto la medaglia di bronzo. Lo stesso anno ha esordito ai campionati mondiali, classificandosi quinto a Oslo a seguito della sconfitta con il kazako Almat Kebispayev nell'incontro valido per il gradino più basso del podio.
Si è laureato campione continentale agli europei di Budapest 2022, sconfiggendo in finale l'ungherese István Váncza.

## Palmarès
| Anno | Manifestazione          | Sede      | Evento | Risultato | Note |
| ---- | ----------------------- | --------- | ------ | --------- | ---- |
| 2015 | Europei junior          | Istanbul  | 60 kg  | Oro       |      |
| 2016 | Europei junior          | Bucarest  | 66 kg  | 5º        |      |
| 2017 | Europei junior          | Dortmund  | 66 kg  | Bronzo    |      |
| 2017 | Mondiali junior         | Tampere   | 66 kg  | 5º        |      |
| 2017 | Mondiali U23            | Bydgoszcz | 66 kg  | 7º        |      |
| 2018 | Giochi del Mediterraneo | Tarragona | 67 kg  | Bronzo    |      |
| 2018 | Mondiali U23            | Bucarest  | 67 kg  | 5º        |      |
| 2021 | Europei                 | Varsavia  | 67 kg  | Bronzo    |      |
| 2021 | Mondiali                | Oslo      | 67 kg  | 5º        |      |
| 2022 | Europei                 | Budapest  | 67 kg  | Oro       |      |
| 2022 | Giochi del Mediterraneo | Orano     | 65 kg  | Oro       |      |
| 2022 | Mondiali                | Belgrado  | 67 kg  | 5º        |      |
| 2023 | Europei                 | Zagabria  | 67 kg  | 5º        |      |